# Lista de jogos compatíveis com o DirectX 11
Esta é uma lista de jogos lançados e inéditas que suportam DirectX 11 para Windows Vista e Windows 7. Informação sobre desenvolvedor, editora, data de lançamento, e gênero é fornecida quando disponível.

## Jogos lançados
| Título                                      | Data de Lançamento                                                                                 | Desenvolvimento        | Editora             | Gênero(s)                                    | Notas |
| ------------------------------------------- | -------------------------------------------------------------------------------------------------- | ---------------------- | ------------------- | -------------------------------------------- | --- |
| Aliens vs. Predator                         | 16 de Fevereiro de 2010 19 de Fevereiro de 2010                                                    | Rebellion Developments | Sega                | Tiro em Primeira Pessoa                      | Suporta Somente DirectX 9 e DirectX 11. |
| BattleForge                                 | 23 de Março de 2009 27 de Março de 2009                                                            | EA Phenomic            | Electronic Arts     | Estratégia em tempo real                     | Suporte atualizado para DirectX 11 em 23 de Setembro de 2009 |
| Battlefield: Bad Company 2                  | 2 de Março de 2010 5 de Março de 2010                                                              | DICE                   | Electronic Arts     | Tiro em Primeira Pessoa                      | Suporta DirectX 10 e DirectX 11. |
| Colin McRae: Dirt 2                         | 8 de Dezembro de 2009 4 de Dezembro de 2009                                                        | Codemasters            | Codemasters         | Racing                                       | Suporta somente DirectX 9 e DirectX 11. |
| Crysis 2                                    | 22 de Março de 2011 25 de Março de 2011                                                            | Crytek                 | Electronic Arts     | Tiro em primeira pessoa                      | |
| Civilization V                              | 21 de Setembro de 2010 24 de Setembro de 2010                                                      | Firaxis Games          | 2K Games            | Jogo de estratégia                           | Suporta DirectX 10 e DirectX 11 |
| Deus Ex: Human Revolution                   | 23 De agosto de 2011 26 De agosto de 2011                                                          | Eidos Montreal         | Square Enix         | Ação RPG                                     | Utiliza uma versão modificada do motor do Crystal Dynamics Tomb Raider Underworld, que suporta DirectX 10/11.                                                                                             |
| Dirt 3                                      | 24 De Maio de 2011                                                                                 | Codemasters            | Codemasters         | Jogo de corrida                              | |
| Dragon Age II                               | 8 de Março de 2011 11 de Março de 2011                                                             | BioWare                | Electronic Arts     | RPG                                          | Suporta Somente DirectX 9 e DirectX 11. |
| Dungeons and Dragons Online                 | 28 de Fevereiro de 2006                                                                            | Turbine                | Turbine             | MMORPG                                       | Atualizar jogo "Eberron Unlimited", acrescentou o suporte ao DirectX 11 em 20 de outubro de 2010. |
| F1 2010                                     | 22 de Setembro de 2010 24 de Setembro de 2010                                                      | Codemasters            | Codemasters         | Racing                                       | GPatch v1.01 adicionou suporte a DirectX 11. |
| F1 2011                                     | 20 de Setembro de 2011 23 de Setembro de 2011                                                      | Codemasters            | Codemasters         | Racing                                       | |
| Homefront                                   | 15 de Março de 2011 18 de Março de 2011                                                            | Digital Extremes       | THQ                 | Tiro em Primeira Pessoa                      | |
| Lost Planet 2                               | 12 de Outubro de 2010 15 de Outubro de 2010                                                        | Capcom                 | Capcom              | Tiro em terceira pessoa                      | Usa o MT Framework v2.0 motor e suporte DirectX 9/11. |
| Medal of Honor                              | 12 de Outubro de 2010 14 de Outubro de 2010                                                        | EA Los Angeles DICE    | Electronic Arts     | Tiro em primeira pessoa                      | O multiplayer construção do jogo usa o motor Frostbite e apoia DirectX 10/11. |
| Metro 2033                                  | 16 de Março de 2010 19 de Março de 2010                                                            | 4A Games               | THQ                 | Tiro em Primeira Pessoa                      | Suporta DirectX 9, DirectX 10 e DirectX 11 |
| S.T.A.L.K.E.R.: Call of Pripyat             | : (, , etc.) 2 de Outubro de 2009 5 de Novembro de 2009 2 de Fevereiro 2010 5 de Fevereiro de 2010 | GSC Game World         | bitComposer Games   | Tiro em primeira pessoa                      | Suporta DirectX 10 e DirectX 11 |
| Lord of the Rings Online: Shadows of Angmar | 24 de Abril de 2007                                                                                | Turbine                | Turbine             | MMORPG                                       | Atualização de jogo "Volume 3: Volume 2", acrescentou o suporte ao DirectX 11. "Volume 3: Volume 2", lançado 08 de setembro de 2010 para atuais assinantes e 10 de setembro de 2010 para novos jogadores. |
| Tom Clancy's H.A.W.X 2                      | 12 de Novembro de 2010                                                                             | Ubisoft Romania        | Ubisoft             | Arcade, air combat                           | Suporta Somente DirectX 9 e DirectX 11. |
| Total War: Shogun 2                         | 15 De Março de 2011                                                                                | The Creative Assembly  | Sega                | estratégia por turnos, táticas em tempo real | DirectX 10, 10. 1 e 11 vai ser corrigido no lançamento de post. |
| World of Warcraft: Cataclysm                | 7 de Dezembro de 2010                                                                              | Blizzard Entertainment | Activision Blizzard | MMORPG                                       | Suporte completo para DirectX 11 com o lançamento do patch 4.2 |

## Jogos não lançados
| Current game event marker | Esta seção contém informações sobre Video games em produção. É provável que contenha informações de natureza especulativa, e seu conteúdo pode mudar drasticamente à medida que mais informações estiverem disponíveis. |

| Título            | Data de Lançamento                          | Desenvolvimento | Editora         | Gênero(s)               | Notas                                              |
| ----------------- | ------------------------------------------- | --------------- | --------------- | ----------------------- | -------------------------------------------------- |
| Battlefield 3     | 25 De outubro de 2011 28 De outubro de 2011 | DICE            | Electronic Arts | Tiro em primeira pessoa | Usa o Frostbite motor 2.0 e suporta DirectX 10/11. |
| Metro: Last Light | 2012                                        | 4A Games        | THQ             | Tiro em Primeira Pessoa |                                                    |
| OilRush           | De Junho de 2011                            | Unigine Corp    | Unigine Corp    | Táticas em tempo real   | Suporta DirectX 10, DirectX 11 e OpenGL.           |